# Janne Saarinen
Janne Johannes Saarinen (født 28. februar 1977 i Espoo, Finland), tidligere finsk fodboldspiller, der blandt andet har spillet for 1860 München og FC København.
Saarinen startede karrieren i HJK Helsinki som midtbanespiller, og havde i 1993 debut i den bedste finske række, Veikkausliiga. I 1997 skiftede han til svenske IFK Göteborg, men havde vanskeligt ved at skaffe sig spilletid, blandt andet på grund af skader. Efter to år drog han tilbage til HJK, hvor han skiftede til en position som venstre back. Han kom herefter til Rosenborg i 2001, og i 2003 skiftede Saarinen til 1860 München i den tyske Bundesliga. Opholdet i Tyskland var ikke succesfuldt, og han skiftede herefter til FC København in 2004, hvor han havde begrænset succes på trods af de store forventninger, der var stillet til ham.
Saarinen vendte tilbage til Finland i 2006, hvor han spillede i FC Honka. Han afsluttede sin karriere i HJK Helsinki i 2010.
Saarinen har spillet på det finske landshold, hvor han gjorde sin debut den 16. august 2000 mod Norge. Han har spillet en lang række landskampe for Finland, senest i marts 2008, hvor han fik 6 minutter på banen mod Bulgarien.